# Petrosia mamillata
Petrosia mamillata är en svampdjursart som först beskrevs av Claude Lévi 1983.  Petrosia mamillata ingår i släktet Petrosia och familjen Petrosiidae.
Artens utbredningsområde är Nya Kaledonien. Inga underarter finns listade i Catalogue of Life.